# Poyen (Arkansas)
Poyen es un pueblo ubicado en el condado de Grant en el estado estadounidense de Arkansas. En el Censo de 2010 tenía una población de 290 habitantes y una densidad poblacional de 343,47 personas por km².

## Geografía
Poyen se encuentra ubicado en las coordenadas 34°19′28″N 92°38′31″O / 34.32444, -92.64194. Según la Oficina del Censo de los Estados Unidos, Poyen tiene una superficie total de 0.84 km², de la cual 0.84 km² corresponden a tierra firme y (0%) 0 km² es agua.

## Demografía
Según el censo de 2010, había 290 personas residiendo en Poyen. La densidad de población era de 343,47 hab./km². De los 290 habitantes, Poyen estaba compuesto por el 94.83% blancos, el 1.38% eran afroamericanos, el 0.34% eran amerindios, el 0% eran asiáticos, el 0% eran isleños del Pacífico, el 1.38% eran de otras razas y el 2.07% pertenecían a dos o más razas. Del total de la población el 4.83% eran hispanos o latinos de cualquier raza.